# The Secret – Traue dich zu träumen
The Secret – Traue dich zu träumen (Originaltitel The Secret: Dare to Dream) ist ein US-amerikanisches Filmdrama aus dem Jahr 2020, das auf dem 2006 erschienenen Selbsthilfebuch The Secret von Rhonda Byrne basiert. Unter der Regie von Andy Tennant, nach einem Drehbuch, das er zusammen mit Bekah Brunstetter und Rick Parks schrieb, spielen Katie Holmes, Josh Lucas, Jerry O’Connell und Celia Weston die Hauptrollen.
Der Film wurde am 31. Juli 2020 von Lionsgate, Roadside Attractions und Gravitas Ventures in den Vereinigten Staaten als Video-on-Demand und in mehreren Ländern als Kinofilm veröffentlicht.

## Handlung
Miranda Wells ist eine hart arbeitende junge Witwe, die sich um die Erziehung ihrer drei Kinder kümmert und gleichzeitig das Fischrestaurant ihres Freundes Tucker in New Orleans leitet. Bray Johnson ist ein Ingenieursprofessor von der Vanderbilt University, der sich mit Miranda treffen will, um ihr einen Umschlag zu übergeben.
Nachdem Bray Miranda bei seinem ersten Versuch, zu ihrem Haus zu fahren, verpasst hat, treffen sie sich versehentlich, als sie mit ihrem Auto auf seinen Truck auffährt. Er bietet Miranda an, ihre kaputte Stoßstange zu reparieren, und folgt ihr zu ihrem Haus, wo sie ihn zum Abendessen einlädt. Erst auf der Rückfahrt merkt er, dass sie dieselbe Miranda ist, nach der er gesucht hat. Bray und Greg reparieren die Stoßstange gemeinsam.
Mirandas Kinder, Bess, Greg und Missy, wünschen sich Pizza zum Abendessen, was sich Miranda nicht leisten kann. Bray betont die Kraft des positiven Denkens, als ein Pizzalieferant vor der Tür steht. Da Bray nie die Zeit gefunden hat, Miranda den Umschlag zu geben, wirft er ihn in den Briefkasten, bevor er abreist.
In dieser Nacht wütet ein Orkan, der den Briefkasten wegspült und einen Baum durch das Dach stürzen lässt. Bray kommt zurück, um nach ihnen zu sehen, sieht, dass der Briefkasten fehlt, und bietet an, das Dach so gut wie möglich zu reparieren. Miranda und die Kinder fahren mit der Großmutter der Kinder, Matts Mutter Bobby, zu ihr, um dort zu übernachten, während das Haus repariert wird.
Am nächsten Tag macht Tucker Miranda bei der Wiedereröffnung des Restaurants einen öffentlichen Heiratsantrag, den sie nur widerwillig annimmt. Bobby bietet an, in dieser Nacht bei den Kindern zu bleiben, damit Tucker und Miranda allein sein können.
Am nächsten Tag, auf Missys 16. Geburtstag, zeigt Bobby Miranda einen Zeitungsartikel über eine Erfindung mit Brays Foto. Die Erfindung war auch etwas, mit dem ihr verstorbener Mann Matt zu tun hatte. Bobby vermutet, dass Bray sie von ihrem Sohn gestohlen hat, also konfrontiert Miranda Bray damit. Er erklärt, dass er und Matt gemeinsam daran gearbeitet haben, aber bei dem verhängnisvollen Flugzeugabsturz starb Matt und Bray überlebte. Er versucht zu erklären, dass er nur gekommen sei, um ihr eine Kopie des Patents zu geben. Miranda glaubt ihm nicht und bittet ihn zu gehen.
Bray schickt eine weitere Kopie des Patents an Miranda, die erkennt, dass das Geld daraus die Probleme der Familie lösen würde. Die Familie findet den alten Briefkasten mit der Originalkopie des Patents und bestätigt, dass Bray die Wahrheit gesagt hat. Miranda löst ihre Verlobung mit Tucker auf, da sie weiß, dass sie ihn nicht wirklich liebt.
Ein paar Tage später geht Miranda zu Brays Haus, um reinen Tisch zu machen, und trifft dort auf seine Schwester, die ausruft, dass Bray zu Miranda gegangen ist. Sie treffen sich in einem Waffelhaus und umarmen sich mit Wärme und echter Zuneigung.